# ته‌چین
تَهْ‌چین یک غذای ایرانی از خانوادهٔ پلو که معمولاً در مهمانی‌ها و جشن‌ها تهیه می‌شود و مواد اصلی آن شامل برنج، ماست، تخم‌مرغ، زعفران، و انواع گوشت است. ته‌چین معمولاً شامل دو قسمت است: قسمت اول لایهٔ ضخیم و زعفرانیِ ته‌دیگ که اغلب با مقداری گوشت قرمز یا مرغ پخته، آمیخته شده است؛ و قسمت دوم چلوسفید است که روی این ته‌دیگ ریخته می‌شود. البته قسمت چلوسفید را می‌توان حذف کرد که در این صورت ته‌چین قالبی به دست می‌آید. ته‌چین معمولاً در قابلمه یا ظرف شیشه‌ای قرار داده می‌شود و می‌تواند در فر یا روی اجاق پخته شود.

## طبخ
برای تهیهٔ ته‌چین، ابتدا برنج را جوشانده، و آبکش می‌کنند. در ظرفی تخم‌مرغها را هم زده، با ماست، کمی آب و نمک مخلوط می‌کنند و مقداری محلول زعفران به آن می‌افزایند. حدود نیمی از برنج آبکش‌شده را با این مایه مخلوط کرده، و سپس آن را روی روغن داغ در کف دیگ ریخته، و مرغ یا گوشت قرمز آماده‌شده را روی آن می‌چینند؛ سپس باقی برنج را بر روی مواد می‌ریزند و می‌گذارند تا دم بکشد.
برای به عمل آوردنِ مرغ یا گوشت قرمزِ ته‌چین از موادی نظیر پیاز، هویج، زردچوبه، برگ بو، جعفری، کرفس، ترخون، مرزه و جز آن استفاده می‌شود.
روش کشیدن ته‌چین به این صورت است که اول چلوسفید را در ظرف ریخته، مرغ، جوجه یا هر نوع گوشتی را که از قبل آماده کرده‌اند روی آن گذاشته و دوباره کمی چلوسفید به آن اضافه می‌کنند؛ سپس ته‌چین را که قطرش حدود ۲–۳ انگشت است، برش داده، و روی آن می‌گذارند. به سبب وجود تخم‌مرغ و ماست، معمولاً به ته‌چین روغن بیشتری می‌دهند و قاعده چنین است که روغنش را به ته دیس یا بشقاب پس دهد.

## انواع
به‌جز مرغ و گوشت، ته‌چین را با بادنجان، اسفناج و لوبیا نیز می‌پزند. برای مثال علی‌اکبر خان آشپزباشی، آشپز دربار قاجار، روش پخت ته‌چین اسفناج را این‌گونه شرح می‌دهد: «اسفناج را شسته، خرد کرده، و زیر آب چلاو گذارده و فشار داده؛ اگر خواهند آلوی بخارایی یا گوجهٔ برقانی یا گرد غوره در لای آن ته‌دیگ، بعد از ریختن یک کفگیر پلاو گذارند؛ آلو و گوجه را هم جداجدا ته‌چین کنند». در این ته‌چین به جای آلو بخارا می‌توان رب انار یا آلوچهٔ هسته‌گرفته را نیز به‌کار برد.
گوشتی که برای تهیهٔ ته‌چینِ گوشت به‌کار می‌رود، سردست یا سینه است. مردم سیرجان از گوشت دنده و سرسینهٔ گوسفند استفاده می‌کنند، که به گویش خود بدان گوشت دم شَهْلِه می‌گویند. برای به عمل آوردن گوشت، آن را با آب، پیاز و نمک پخته، و پس از سردشدن، با ماست و زعفران مخلوط می‌کنند و از شب تا صبح در جایی خنک نگهداری کرده، و به همان روش معمول طبخ می‌کنند.
عشایر ایل باصری گوشت بره یا کهرهٔ (بزغالهٔ) نوزاد یا دودرغه را در پخت ته‌چینِ گوشت به‌کار می‌برند و به‌عنوان چاشنی گوشت را آغشته به زیره می‌کنند. اگر به جای گوشت بره یا کهره، گوشت شکار باشد، آن را می‌کوبند و به شکل شامی لابه‌لای برنج می‌گذارند و اگر همراه گوشت، کله‌بره یا کهره را درون دیگ پلو بگذارند به آن کله‌پلو می‌گویند. اگر گوشت پرندگان مثل مرغ و کبک باشد، به ته‌چینِ مرغ یا کبک معروف است.
در برخی از مناطق، ته‌چین غذایی آیینی است. در سنگسر، زنان در عید نوروز «نورویی تام» یا «پلونوروز» می‌پزند. از ویژگیهای این پلو که نوعی ته‌چین محسوب می‌شود، فراوانی آلو و اسفناج خرد نشده در آن است. در روز عید یک بشقاب از این پلو برای میهمان آورده می‌شود که او برای ادای احترام به میزبان دست‌کم باید پلو را که با مواد دیگری نظیر لبنیات کوهستانی سنگسر و میوه همراه است، بخورد. پختن این پلوی مخصوص از وظایف اصلی زنان سنگسری در روز عید است؛ از این رو، سحر از خواب برخاسته، و با در نظر گرفتن شمار میهمانان احتمالی، این پلو را آماده می‌کنند.
ازجمله آداب سفر که مردم شاهرود به جا می‌آورند، پختن ته‌چین لوبیا در شب اول عزیمت مسافر است. آنها این ته‌چین را بین اقوام و آشنایان پخش می‌کنند؛ در این باره عبارتی نیز به‌کار می‌برند: «آش لوبیا، زودی بیا».
تهرانی‌ها در گذشته با توجه به گرما و سرمای هوا، غذاهای متفاوتی را برای سحری می‌پختند؛ غذاهای پرگوشت و چرب برای روزهای سرد، و غذاهای کم‌گوشت و کم‌چربی برای تابستان‌ها. پلو ته‌چین با گوشت قرمز یا مرغ ازجمله غذاهایی بود که در سرما به‌عنوان سحری پخته می‌شد. روغنی را که باید فراوان روی پلو ریخته می‌شد، حتماً از بهترین روغن‌های حیوانی تهیه می‌کردند.